# Tahay

Tahay (en gaélico escocés: Taghaigh) es una isla, localizada en el grupo de las Hébridas Exteriores, en Escocia. El nombre de la isla procede del antiguo nórdico tagg-øy, cuyo significado aproximado "isla de colina prominente". Tahay ocupa una superficie de 53 ha, y su punto más alto se alza a 65 m s. n. m. Tahay constituye la más grande del grupo de islas deshabitadas frente a la costa noroeste de North Uist.
La isla se utiliza para el pastoreo de ovejas y la extracción de turba.

## Historia
En 1846, seis familias que habían sido desalojadas de sus hogares en Pabbay para convertir sus terrenos en pastos para las ovejas, se mudaron a la isla de Tahay, anteriormente deshabitada. Aunque la isla no tiene tierra cultivable , esperaban vivir de la pesca. Sin embargo, esto resultó demasiado difícil y abandonaron la lucha en la década de 1850 y emigraron a Australia.
Tahay es propiedad del gobierno escocés.